# دارعقدة (النادرة)

تعديل مصدري - تعديل

دارعقدة هي إحدى قرى عزلة حزيب بمديرية النادرة التابعة لمحافظة إب، بلغ تعداد سكانها 377 نسمة حسب تعداد اليمن لعام 2004.